# Arrampicata ai Giochi mondiali 2009
L'edizione dei Giochi mondiali 2009 a Kaohsiung in Taiwan, è stata la seconda volta in cui l'arrampicata ha partecipato ai Giochi mondiali.
Si sono disputate due specialità, difficoltà e velocità e hanno partecipato in tutto 45 atleti: dieci uomini e undici donne per la difficoltà, dodici uomini e dodici donne per la velocità. I criteri di ammissione degli atleti sono stati decisi dalla International Federation of Sport Climbing.

## Specialità lead

### Uomini
| Pos. | Atleta                    | Paese         |
| ---- | ------------------------- | ------------- |
|      | Sachi Amma                | Giappone      |
|      | Patxi Usobiaga            | Spagna        |
|      | Romain Desgranges         | Francia       |
| 4    | Jakob Schubert            | Austria       |
| 5    | Ramón Julián Puigblanque  | Spagna        |
| 6    | Hyun Bin Min              | Corea del Sud |
| 7    | Mauricio Huerta Magdaleno | Messico       |
| 8    | Chang Yeu-Shiang          | Taipei cinese |
| 9    | Chun-ming Jou             | Taipei cinese |
| 10   | Robert Lebreton           | Australia     |

### Donne
| Pos. | Atleta              | Paese         |
| ---- | ------------------- | ------------- |
|      | Maja Vidmar         | Slovenia      |
|      | Jain Kim            | Corea del Sud |
|      | Caroline Ciavaldini | Francia       |
| 4    | Yuka Kobayashi      | Giappone      |
| 5    | Johanna Ernst       | Austria       |
| 6    | Mina Markovic       | Slovenia      |
| 7    | Akiyo Noguchi       | Giappone      |
| 8    | Francis Rodriguez   | Venezuela     |
| 9    | Hung Ying Lee       | Taipei cinese |
| 10   | Carlie Lebreton     | Australia     |
| 11   | Tiffany Hensley     | Stati Uniti   |

## Specialità velocità

### Uomini
| Pos. | Atleta                 | Paese   |
| ---- | ---------------------- | ------- |
|      | Qixin Zhong            | Cina    |
|      | Evgenii Vaitcekhovskii | Russia  |
|      | Maksym Styenkovyy      | Ucraina |
| 4    | Sergey Sinitsyn        | Russia  |

### Donne
| Pos. | Atleta         | Paese         |
| ---- | -------------- | ------------- |
|      | Cuilian He     | Cina          |
|      | Cuifang He     | Cina          |
|      | Olga Morozkina | Russia        |
| 4    | Hung Ying Lee  | Taipei cinese |